# Thomas Prugger
Thomas Prugger (ur. 23 października 1971 w San Candido) – włoski snowboardzista, mistrz świata i wicemistrz olimpijski.

## Kariera
W Pucharze Świata zadebiutował 24 listopada 1994 roku w Zell am See, gdzie zajął siódme miejsce w slalomie równoległym (PSL). Tym samym już w swoim debiucie wywalczył pierwsze pucharowe punkty. Na podium zawodów pucharowych po raz pierwszy stanął 14 stycznia 1995 roku w Les Deux Alpes, kończąc rywalizację w PSL na trzeciej pozycji. W zawodach tych wyprzedzili go jedynie Francuz Damien Vigroux i kolejny Włoch, Ivo Rudiferia. W kolejnych startach jeszcze trzykrotnie stawał na podium jednak nie odniósł żadnego zwycięstwa: 1 lutego 1997 roku w Mont-Sainte-Anne i 14 listopada 1997 roku w Tignes był trzeci w gigancie, a 12 grudnia 1997 roku w Whistler zajął w tej konkurencji drugie miejsce. Najlepsze wyniki osiągnął w sezonie 1997/1998, kiedy to zajął 11. miejsce w klasyfikacji generalnej.
Jego największym sukcesem jest złoty medal w slalomie gigancie wywalczony na mistrzostwach świata w San Candido w 1997 roku. Pokonał tam dwóch reprezentantów USA: Mike'a Jacoby’ego i Iana Price’a. Na tych samych mistrzostwach był też między innymi szósty w slalomie. Zdobył również srebrny medal w gigancie na igrzyskach olimpijskich w Nagano w 1998 roku. Uplasował się tam między Kanadyjczykiem Rossem Rebagliatim i Uelim Kestenholzem ze Szwajcarii. Był to jego jedyny start olimpijski.
W 2000 r. zakończył karierę.

## Osiągnięcia

### Igrzyska olimpijskie
| Miejsce | Dzień    | Rok  | Miejscowość | Konkurencja | Zwycięzca       |
| ------- | -------- | ---- | ----------- | ----------- | --------------- |
| 2.      | 8 lutego | 1998 | Nagano      | Gigant      | Ross Rebagliati |

### Mistrzostwa świata
| Miejsce | Dzień       | Rok  | Miejscowość   | Konkurencja       | Zwycięzca           |
| ------- | ----------- | ---- | ------------- | ----------------- | ------------------- |
| 8.      | 27 stycznia | 1996 | Lienz         | Gigant            | Jeff Greenwood      |
| 8.      | 28 stycznia | 1996 | Lienz         | Slalom równoległy | Ivo Rudiferia       |
| 1.      | 22 stycznia | 1997 | San Candido   | Gigant            | -                   |
| 6.      | 23 stycznia | 1997 | San Candido   | Slalom            | Bernd Kroschewski   |
| 29.     | 25 stycznia | 1997 | San Candido   | Slalom równoległy | Mike Jacoby         |
| DSQ     | 13 stycznia | 1999 | Berchtesgaden | Gigant            | Markus Ebner        |
| 23.     | 14 stycznia | 1999 | Berchtesgaden | Gigant równoległy | Richard Richardsson |
| 16.     | 15 stycznia | 1999 | Berchtesgaden | Slalom równoległy | Nicolas Huet        |

### Puchar Świata

#### Miejsca w klasyfikacji generalnej
- sezon 1994/1995: -
- sezon 1995/1996: 27.
- sezon 1996/1997: 21.
- sezon 1997/1998: 11.
- sezon 1998/1999: 22.
- sezon 1999/2000: 127.

#### Miejsca na podium
1. Les Deux Alpes – 14 stycznia 1995 (slalom równoległy) - 3. miejsce
2. Mont-Sainte-Anne – 1 lutego 1997 (gigant) - 3. miejsce
3. Tignes – 14 listopada 1997 (gigant) - 3. miejsce
4. Whistler – 12 grudnia 1997 (gigant) - 2. miejsce